# Épaulette (guitare)
Pour les articles homonymes, voir Épaulette.

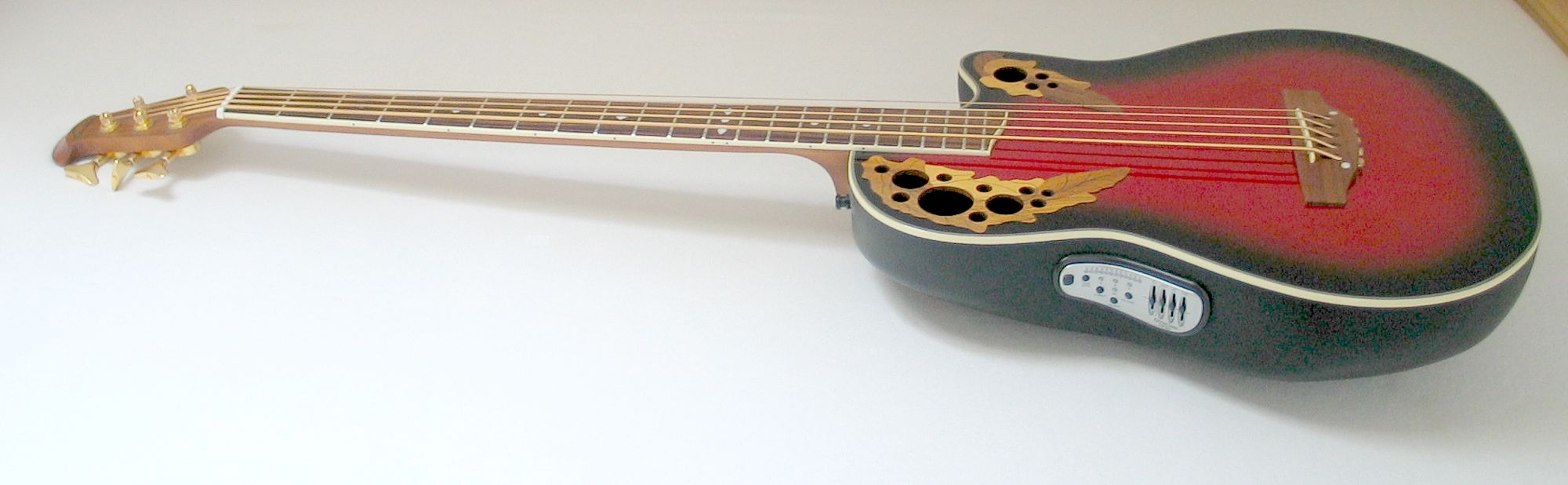
Guitare avec deux épaulettes

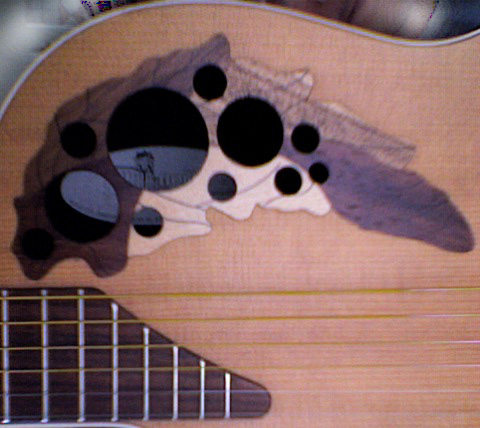
gros plan sur une épaulette de guitare pour gaucher

Les épaulettes sont les trous d'une guitare électro-acoustique au niveau des échancrures quand elles remplacent la rosace traditionnelle et ses incrustations.
Mise au point par Adamas (Ovation Guitar Company) dans les années 1970.
Les premiers modèles à pan coupé n’avaient qu’une épaulette, maintenant ils ont une "demie" épaulette en plus.
Elles visent à améliorer la solidité de la table d’harmonie en tant que membrane vibratoire en basculant les trous aux extrémités de la guitare. Ce procédé permettant  aussi l'utilisation d'un système de barrage acoustique directionnel. Le programme Adamas pour la mise au point a coûté plus d'un million de dollars en recherches.